# Гиріне
Ги́ріне — село в Україні, у Білопільській міській громаді Сумського району Сумської області. Населення становить 58 осіб. До 2020 орган місцевого самоврядування - Гуринівська сільська рада.

## Географія
Село Гиріне розташоване на відстані 3 км від річки Крига, неподалік від місця, де вона впадає в річку Вир. На відстані 2 км розташоване місто Білопілля, села Новоіванівка та Сохани.
По селу тече струмок, що пересихає із загатою.
До села примикає великий садовий масив.
Поруч пролягає залізниця. Найближчі станції Платформа 304 км і Платформа 308 км. За 1.5 км пролягає автомобільний шлях Т 1918.

## Історія
- Село постраждало внаслідок геноциду українського народу, проведеного урядом СССР 1923–1933 та 1946–1947 роках.

12 червня 2020 року, відповідно до розпорядження Кабінету Міністрів України № 723-р «Про визначення адміністративних центрів та затвердження територій територіальних громад Сумської області», село увійшло до складу Білопільської міської громади.
19 липня 2020 року, в результаті адміністративно-територіальної реформи та ліквідації Білопільського району, село увійшло до складу новоутвореного Сумського району.

#### Російське вторгнення в Україну (з 2022)
25 квітня 2022 року військовослужбовці ЗСУ разом з прикордонниками під час спільного патрулювання увечері  почули 7 пострілів, найімовірніше, з міномета, які розірвалися біля села Гиріне Сумського району. Внаслідок вказаних обстрілів постраждалих серед військовослужбовців немає.
24 травня 2024 року по селу з боку російського агресора зафіксовано 2 обстріли: 26 вибухів, ймовірно ствольна артилерія 152 мм.